# Réseau fraternel évangélique français
Pour les articles homonymes, voir FEF.
Le Réseau fraternel évangélique français (ou Réseau FEF) est une union évangélique qui rassemble 13 confessions chrétiennes en France. Elle est l’un des 4 pôles d’unions d’églises du Conseil national des évangéliques de France. Son siège se situe à Valence.

## Histoire
Le réseau est fondé en 1969 sous le nom de Fédération évangélique de France dont l'acronyme est alors FEF. L'objectif est de rassembler l'une des composantes majeures du monde évangélique français, celle dont la théologie évangélique "classique", c'est-à-dire non charismatique et non pentecôtiste, et de lui donner une représentativité nationale, en particulier vis-à-vis des autorités civiles, et spécifiquement le Ministère de l'Intérieur (chargé des cultes) et le Ministère des Affaires Étrangères pour les demandes de visas pour les pasteurs étrangers. À la fin des années 1990, la FEF et l'Alliance évangélique française, branche française de l'Alliance évangélique mondiale, dans une démarche de réconciliation à la suite d'un conflit plus ou moins larvé selon les périodes, et dont les ressorts tenaient plus aux personnes qu'aux convictions théologiques, fondent ensemble une plateforme informelle de rencontres, de réflexion et de prière qui sera l'embryon du Conseil national des évangéliques de France,.
En 2007, 725 lieux de culte en France et 377 associations font partie de la FEF. Elle compte environ 25 000 membres c'est-à-dire de personnes ayant adhéré officiellement à une église membre de la FEF avec droit de vote aux assemblées générales de cette église et 35 000 sympathisants, c'est-à-dire de personnes fréquentant le culte et les activités d'une église sans en être formellement membres.
En 2010, la Fédération s’est associée avec l'Alliance évangélique française pour former le Conseil national des évangéliques de France et est renommée Réseau fraternel évangélique français.
En 2023, le Réseau FEF aurait 13 Unions d’Églises membres .

## Affiliation
Elle est l’un des 4 pôles d’unions d’églises du Conseil national des évangéliques de France.